# Ramon Bardés i Abellà
Ramon Bardés i Abellà   (Esparreguera, 4 d'octubre de 1910 - Sabadell, 19 d'agost de 1999) va ser un ebenista i escriptor català. Fou professor de català, activista cultural i recentment s'ha sabut que en el seu taller d'ebenista guardava les obres que Manuel de Pedrolo anava escrivint durant la postguerra, les quals es publicaren més tard, ja mort el dictador.

## Biografia
Començà a treballar a la fusteria del Pere Ollé d'Esparreguera amb 13 anys i ben aviat passà a ser-ne l'encarregat. A la població natal, s'inicià en el periodisme com a corresponsal d'un diari i com a crític de teatre en un setmanari humorístic. Fou membre de la Junta directiva de La Estrella als 17 anys. De jove, fixà la residència a Sabadell. L'any 1933 es casà amb Maria Gallart i Duran.
Es donà a conèixer dins del camp de la producció literària l'any 1952, quan es presentà al premi Joanot Martorell amb la novel·la Torrerola –fou una primera versió de la novel·la que publicà el 1962 amb el títol de La darrera primavera–. Autodidacte, va fer de professor de català i va ser membre  de la Junta d'Òmnium Cultural de Sabadell. Participà activament en el moviment de resistència cultural sabadellenca i barcelonina. Va col·laborar en mitjans de comunicació, revistes científiques i culturals, com ara Mirador, El Be Negre, La Publicitat, Serra d'Or o el diari Avui. Els anys 1956-58 va ser l'editor de la “Biblioteca de Sabadell”, que publicà tres volums (una Antologia d'autors sabadellencs;  la biografia Agnès Armengol, de Pilar Tous de Cirera, i la novel·la abans mencionada, Sense esperança  –primer premi “Pere Martí Peydró”, Sabadell 1956.
Juntament amb Joan Blanquer, va realitzar El pa nostre de cada dia, film de l'any 1950, que crítica les condicions de vida de la postguerra a Espanya, gravant com arriba a Sabadell un nen famèlic, provinent de la immigració a Catalunya.

## Obra
- Sense esperança (1958), novel·la
- La darrera primavera (1962), novel·la
- Un de nosaltres (1936-1939) (1985), crònica autobiogràfica
- Solament el record (1990), memòries